# Gemalin Dun
Gemalin Dun (Hanzi: 惇妃汪氏) (1746 - 1806) behoorde tot de Manchu Wang stam. Zij was de dochter van luitenant-generaal Sige en werd geboren in het elfde regeringsjaar van keizer Qianlong op de zesde dag van de derde maand.
Zij was een gemalin van keizer Qianlong en betrad de Verboden Stad in 1763. In 1765 reisde zij gezamenlijk met de keizer en andere gemalinnen naar het zuiden voor een inspectie van de Jangtsekiang-deltaregio. In 1771 werd zij gepromoveerd tot bijvrouw vijfde rang, "waardige dame". Dun was de moeder van Qianlongs jongste dochter, prinses Hexiao (1775 - 1823). Gemalin Dun had in 1778 een dienstmeid doodgeslagen. Hierdoor werd zij in rang gedegradeerd door de keizer. Hij vergaf haar echter snel en benoemde haar weer tot zijn gemalin, waarschijnlijk omdat zij de moeder was van zijn favoriete dochter. Dun stierf in het elfde regeringsjaar van keizer Jiaqing. Na haar dood werd zij begraven in het Yuling-mausoleum voor keizerlijke gemalinnen.
Haar dochter prinses Hexiao trouwde met de zoon van Heshen die in 1799 werd geëxecuteerd wegens corruptie. Omdat zoon-Heshen met keizer Jiaqings jongere zus was getrouwd werd diens leven gespaard.